# 29P/Schwassmann-Wachmann
29P/Schwassmann-Wachmann (denumită și cometa Schwassmann-Wachmann 1) este o cometă periodică din sistemul solar cu o perioadă orbitală de aproximativ 14,6 ani. A fost descoperită de Arnold Schwassmann și Arno Arthur Wachmann pe 15 noiembrie 1927.
Se estimează că nucleul cometei are un diametru de aproximativ 60,4 ± 7,4 kilometri.